# Kalasetty Beedu, Alur
Kalasetty Beedu là một làng thuộc tehsil Alur, huyện Hassan, bang Karnataka, Ấn Độ.